# Сиротина, Нехама Вульфовна
Неха́ма (Ни́на) Ву́льфовна Сиро́тина (1919—1986) — советская и американская театральная актриса еврейского происхождения.

## Биография
Родилась 11 марта 1919 года в деревне Поддобрянка Гомельской области.
В 1934 году была принята в Московское государственное еврейское театральное училище при Московском государственном еврейском театре (ГОСЕТ) под руководством С. М. Михоэлса. По окончании учёбы в 1938 году была принята в труппу ГОСЕТа. Освобождена от работы в 1949 году в связи с ликвидацией театра. С 1956 по 1965 год работала расписницей тканей в Производственном комбинате Всероссийского театрального общества (ВТО). С 1965 по 1975 год — актриса Еврейского драматического ансамбля Москонцерта (МЕДА). Писала на идише стихи, рассказы, воспоминания, которые публиковались в московском еврейском журнале на идише «Советиш геймланд» под редакцией Арона Вергелиса и в варшавской еврейской газете «Фольксштимме».
В октябре 1978 года выехала на постоянное жительство в США. С 1979 года выступала в Нью-Йорке с сольными программами еврейской поэзии и прозы, и с монологами из спектаклей ГОСЕТа, играла в спектаклях нью-йоркского еврейского театра «Фольксбине». В Нью-Йорке вышла пластинка Нехамы Сиротиной I Have A Language («Их Хоб А Шпрах») со стихами еврейских поэтов, а также самой Нехамы Сиротиной и с монологами из произведений Шолом-Алейхема. Продюсеры пластинки Рене Раскин и Мел Кайзер. Нехама Сиротина скончалась 15 июня 1986 года в возрасте 67 лет после тяжёлой, продолжительной болезни. Похоронена в Бруклине на Вашингтонском кладбище.

## Семья
Муж Фишель Волькович Лахман (1914—1964). В 1937 году Нехама Сиротина вышла замуж за своего однокурсника Фишеля Лахмана. Будучи студентами, Лахман и Сиротина сыграли на идише «Ромео и Джульетту» Шекспира в постановке А. В. Азарх-Грановской. По окончании учёбы Фишель Волькович Лахман был призван в Красную армию, затем воевал с 1941 по 1945 год. Актёром не стал.
Сын — журналист Александр Фишелевич (Ефимович) Сиротин-Лахман. Родился в 1945 году. Живёт в Нью-Йорке.
Внук — Александр Александрович Сиротин (род. 1971).

## Работы в театрах
«Пир» Переца Маркиша. Постановщик Соломон Михоэлс. 1939 год. Роль: старуха.
«Испанцы» Михаила Лермонтова. Еврейский перевод Арона Кушнирова. Музыка Александра Крейна. Декорации и костюмы Роберта Фалька. Постановщик спектакля Исаак Кроль. В роли Ноэми — Нехама Сиротина. 1941.
«Два кунилемла» по пьесе Аврома Гольдфадена. Режиссёр-постановщик Исаак Кроль. Музыка Льва Пульвера. Художники И. А. Шифрин и М. Г. Генке. Нехама Сиротина — подруга Ханы. 1940
«Тевье-молочник» по Шолом-Алейхему. Инсценировка Нахума Ойслендера и Иехезкеля Добрушина. Постановщик и исполнитель главной роли Соломон Михоэлс. Художник — Исаак Рабинович. Композитор — Лев Пульвер. Нехама Сиротина — Годл, старшая дочь Тевье. 1938.
«Горит». Пьеса И. Добрушина и Н. Ойслендера по трём произведениям Ицхока-Лейбуша Переца «Горит», «В подвале», «Как я вышла замуж». Режиссёр-постановщик Мейер Гершт. Нехама Сиротина — Сареле.
«Блуждающие звёзды». Пьеса И. Добрушина по роману Шолом-Алейхема. Режиссёр И. Кроль. Руководитель постановки С.Михоэлс. Художник А.Тышлер. Композитор Л.Пульвер. Нехама Сиротина — Рейзл (в очередь с Этель Ковенской) и Соре-Брохе, мать Гоцмаха (ввод на роль). В роли Гоцмаха Вениамин Зускин. 1941
«Око за око» Переца Маркиша. Режиссёры И. Кроль и С. Михоэлс. Нехама Сиротина — Вигда. 1942.
«Фрейлехс». Пьеса З. Шнеер-Окуня. Постановка С. Михоэлса. Музыка Л. Пульвера. Художник А. Тышлер. Балетмейстер Эмиль Мэй. Нехама Сиротина — Тётя Годек. 1945.
«Восстание в гетто» Переца Маркиша. Режиссёр Ф. Каверин. Нехама Сиротина — Ноэми. 1947.
«Колдунья» Аврома Гольдфадена. Литературная обработка З. Шнеера. Режиссёр Ф. Каверин. Нехама Сиротина — Бася, мачеха.
«Семья Оппенгейм». Инсценировка романа Л. Фейхтвангера. Режиссёр С. Михоэлс. Нехама Сиротина — Лизелотта.
«Фишке-хромой». Инсценировка В. Зускина по одноимённому роману Менделе Мойхер Сфорима. Нехама Сиротина — Бася Cлепая.
В Еврейском драматическом ансамбле Москонцерта (МЕДА) играла Голду в спектакле «Тевье-молочник» (в роли Тевье — Вениамин Шварцер), Эти-Мене в спектакле «200 тысяч» (в роли Шимеле Сорокера — Вениамин Шварцер), Басю в «Колдунье» (в роли Колдуньи Вениамин Шварцер), Теме-Гитл Молчальницу в спектакле «Заколдованный портной».